# Trachysomus dromedarius
Trachysomus dromedarius är en skalbaggsart som först beskrevs av Voet 1778. Trachysomus dromedarius ingår i släktet Trachysomus och familjen långhorningar.
Artens utbredningsområde är Panama. Inga underarter finns listade i Catalogue of Life.